# Filet (sport)
Pour les articles homonymes, voir Filet.

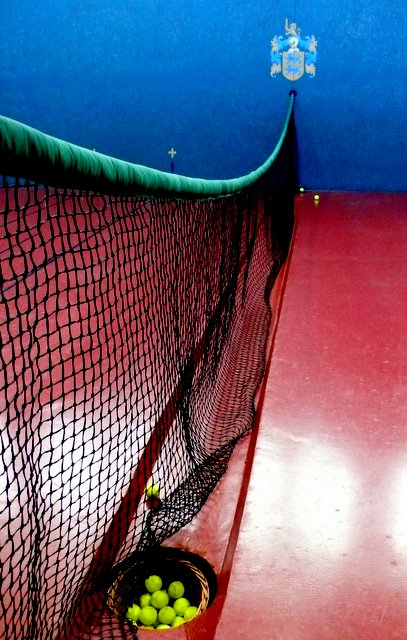
Courbure d'un filet de tennis

Dans certains sports, un filet est un équipement matériel permettant soit de séparer un terrain en deux parties, soit de matérialiser l'intérieur d'une zone de but.

## Filet de séparation
Il est utilisé dans certains sports de raquette (notamment tennis, tennis de table, badminton, jeu de paume) ou assimilés (par exemple le volley-ball ou le sepak takraw) afin de séparer l'espace de jeu en deux parties, et de rendre impossible en théorie le contact entre les protagonistes.
Dans tous ces sports, si un joueur (ou son matériel) touche le filet il perd le point.
Dans certains sports, si la balle touche le filet avant de le franchir lors du service, celui-ci est à remettre ; au volley-ball le service est valide dans ce cas de figure (à condition que la balle arrive bien dans la zone attendue). Lorsque la balle ne franchit pas le filet, ou atterrit en dehors de la zone de jeu après franchissement, le joueur ou l'équipe perd le point.
| sport                       | hauteur                       | longueur   | largeur | maille | bande supérieure | bande inférieure |
| --------------------------- | ----------------------------- | ---------- | ------- | ------ | ---------------- | ---------------- |
| tennis                      | 0,914 - 1,07m                 | 12,70m     |         | 45mm   |                  |                  |
| tennis de table             | 15,25cm                       | 1,83m      |         |        |                  |                  |
| badminton                   | 1,55m                         | 6,10m      |         |        |                  |                  |
| roliball                    | 1,75m                         | 6,10m      |         |        |                  |                  |
| volley-ball                 | 2,10 ou 2,24 ou 2,35 ou 2,43m | 9,50 - 10m | 1m      | 10cm   | 7cm              | 5cm              |
| beach-volley et snow-volley | 2,00 ou 2,10 ou 2,24 ou 2,43m | 8 - 8,50m  | 1m      | 10cm   | 7 - 10cm         | 7 - 10cm         |
| beach-tennis                | 1,70m                         | 8m         |         |        |                  |                  |

N.B. ce tableau récapitule les dimensions des filets, souvent un peu plus larges que la zone de jeu.

### Filet de tennis

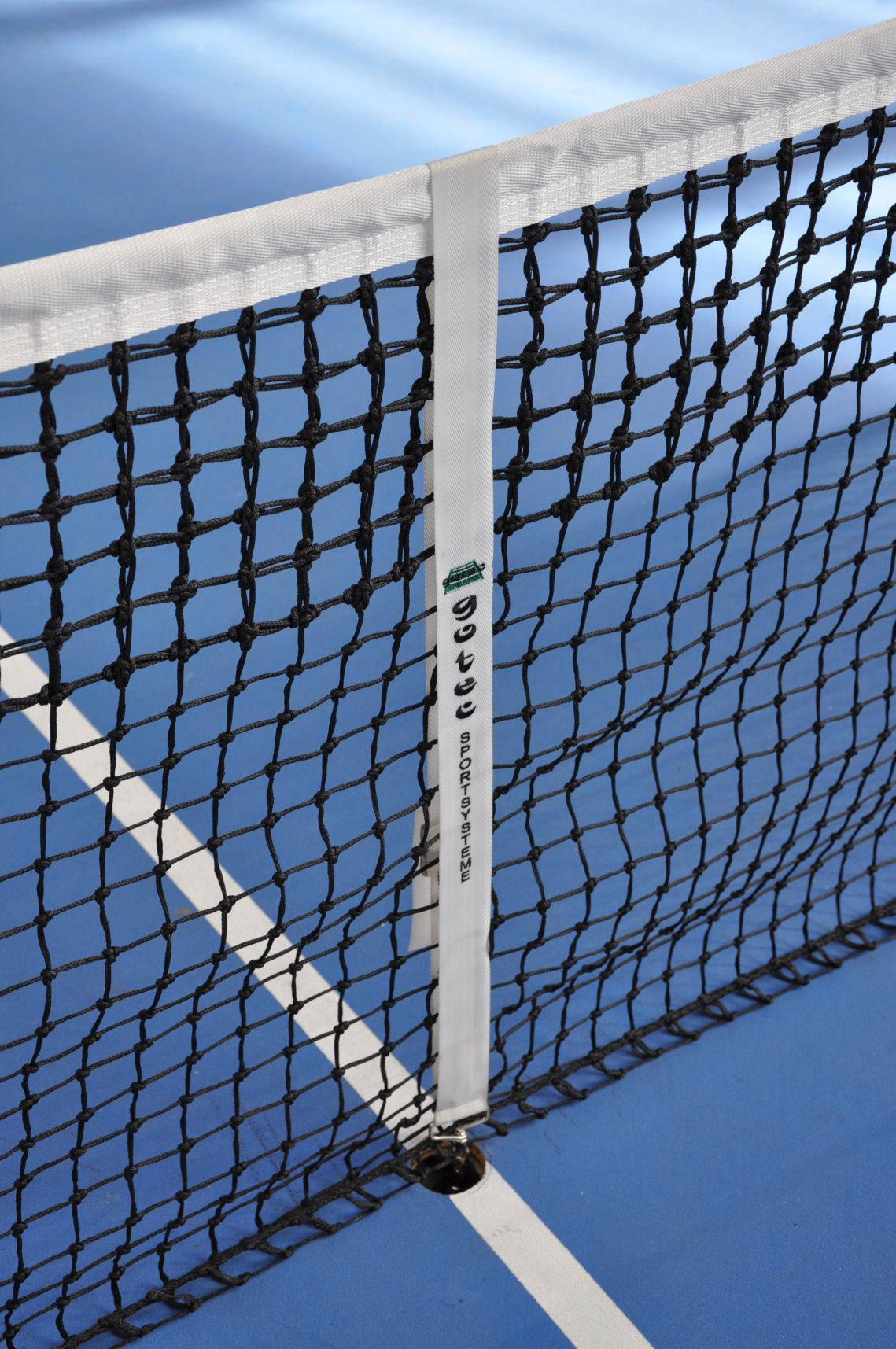
Sangle centrale d'un filet de tennis

En tennis le filet est fixé sur ses extrémités à 1,07 m, et sa hauteur au centre est 0,914 m, maintenu par une sangle centrale de 5 cm au maximum. 
Il doit être de couleur sombre et être surmonté d'une bande blanche de 10 à 13 cm. Lors d'une partie de simple, deux piquets supplémentaires de 1,07 m sont placés dans les couloirs ; ces piquets sont retirés pour les parties de double. Sa longueur est de 12,70 m environ, les mailles doivent mesurer 45 mm de côté environ.
Les spécifications techniques du filet de tennis sont définies par la norme NF S 52-311.

### Filet de tennis de table
En tennis de table, la hauteur de filet est de 15,25 cm, et il déborde de chaque côté de la table de 15,25 cm. La tension du filet est réglable et soumise à des normes prévues par les règlements. La hauteur se mesure à l'aide d'une « pige », et la tension est réglable à l'aide de cordelettes à chaque extrémité. 

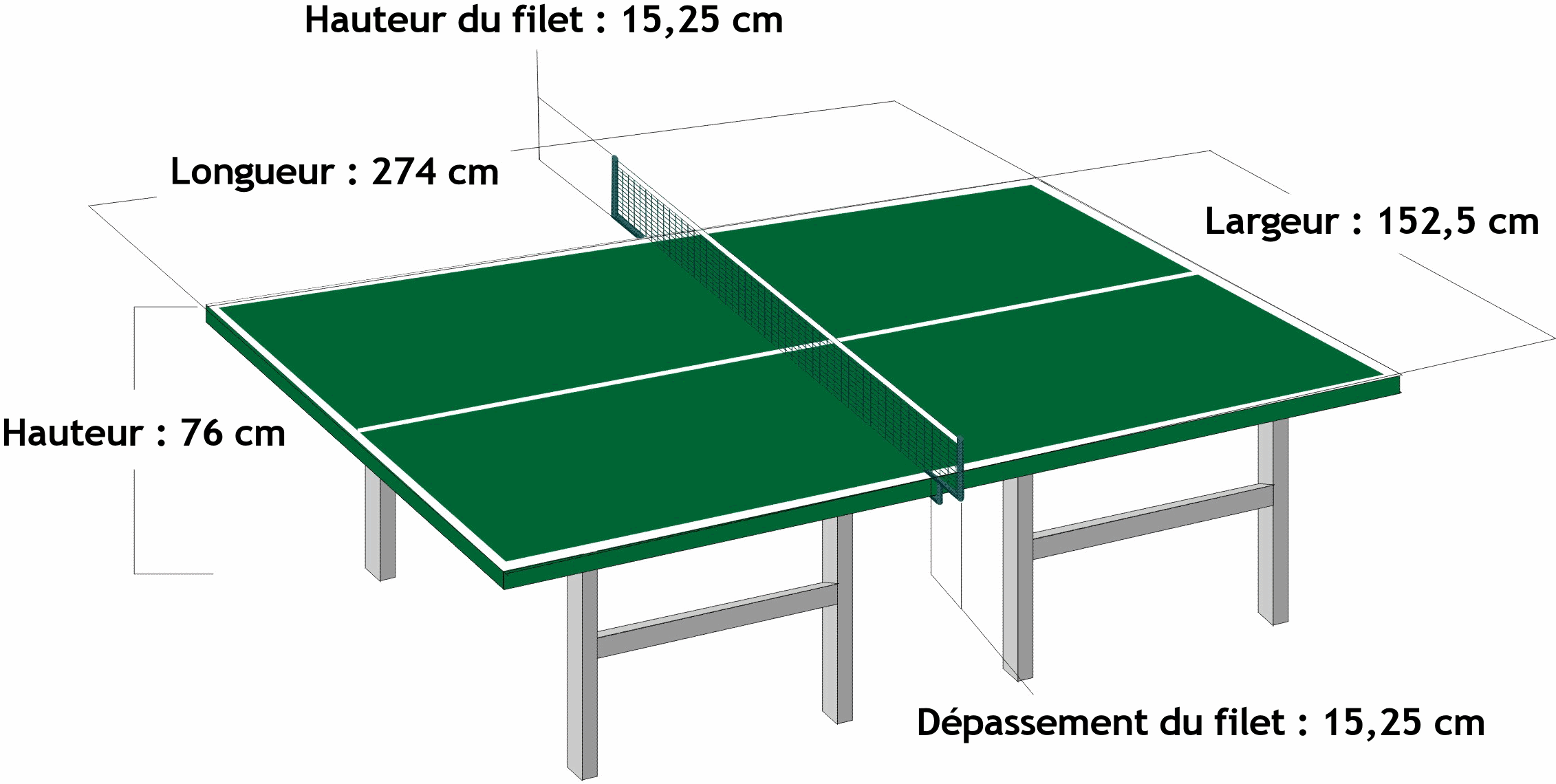
Position et dimension de filet au tennis de table

### Filet de badminton

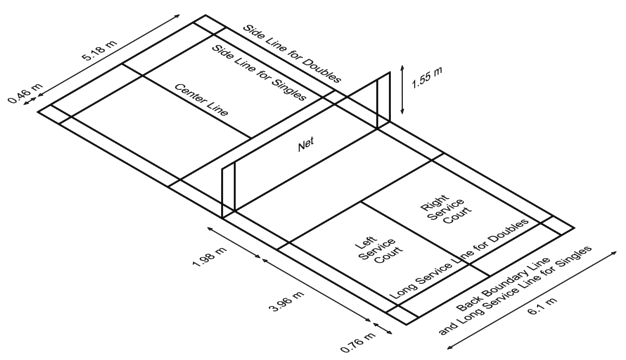
Dimensions d'un terrain et du filet en badminton

Au badminton, la hauteur de filet est de 1,55 m sur les bords, 1,524 m au centre (5 pieds) compte tenu de la courbure, et sa largeur de 6,10 m.

### Filet de volleyball
Le filet lui-même mesure 1 m de hauteur, et il est placé à une hauteur variable suivant les catégories d'âge des joueuses ou joueurs. La hauteur du bord supérieur doit être maintenue constante sur toute la largeur du filet. En catégorie séniors, la hauteur de la partie supérieure est de 2,43 m chez les hommes, 2,35 m chez les mixtes (détente - loisirs soit 3 femmes et 3 hommes sur le terrain) et de 2,24 m chez les dames. Chez les jeunes, la hauteur peut être diminuée jusqu'à 2 - 2,10 m selon l'âge.

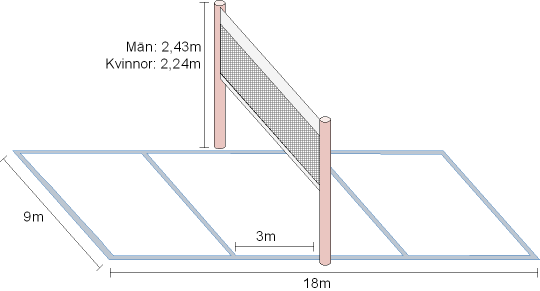
Filet de volleyball

## Filet de but
Dans certains sports collectifs, le filet permet de délimiter le fond de la cage de but comme au football, au handball ou au hockey.

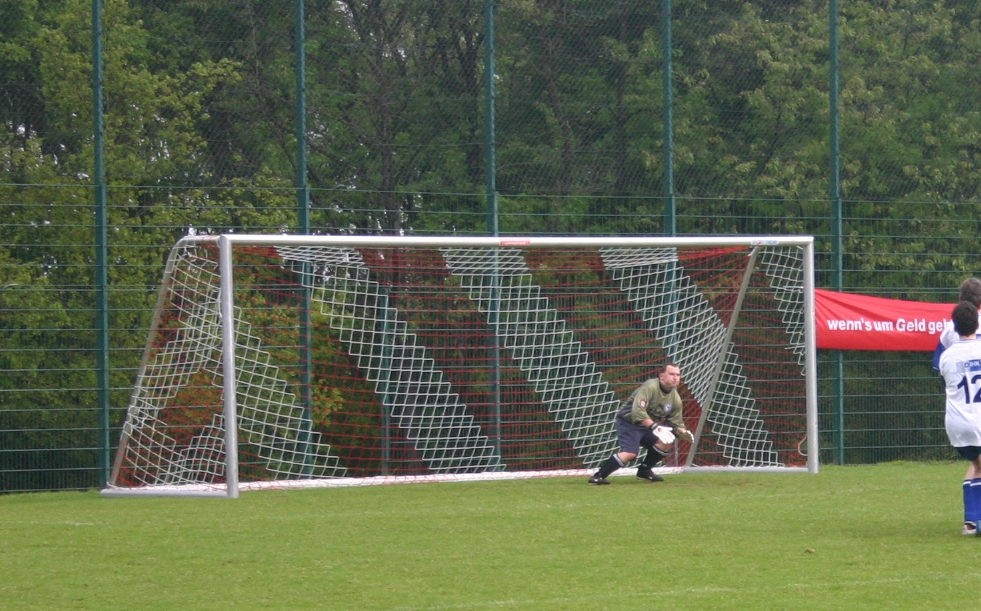
Filet de but de football
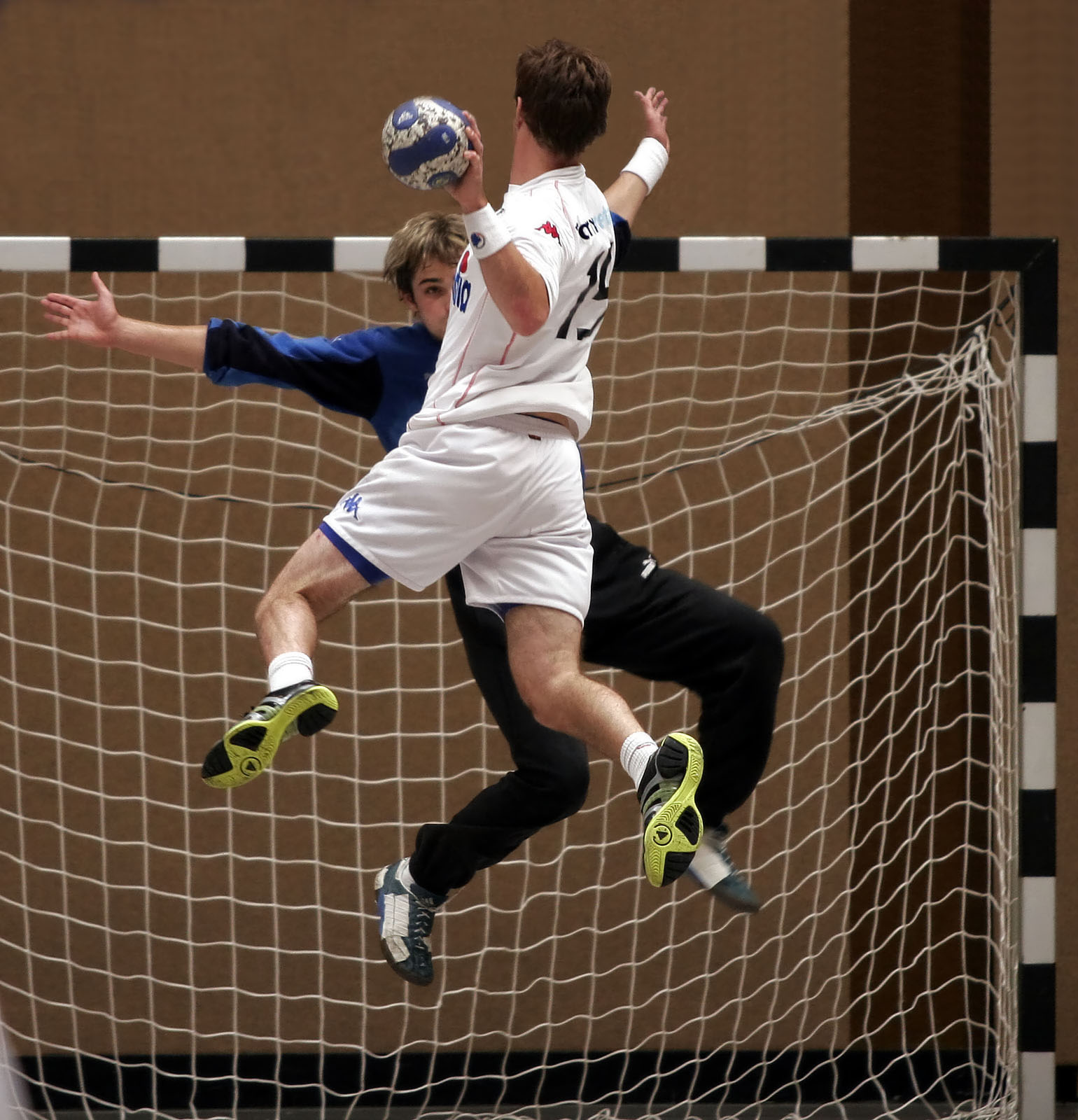
Filet de but de handball
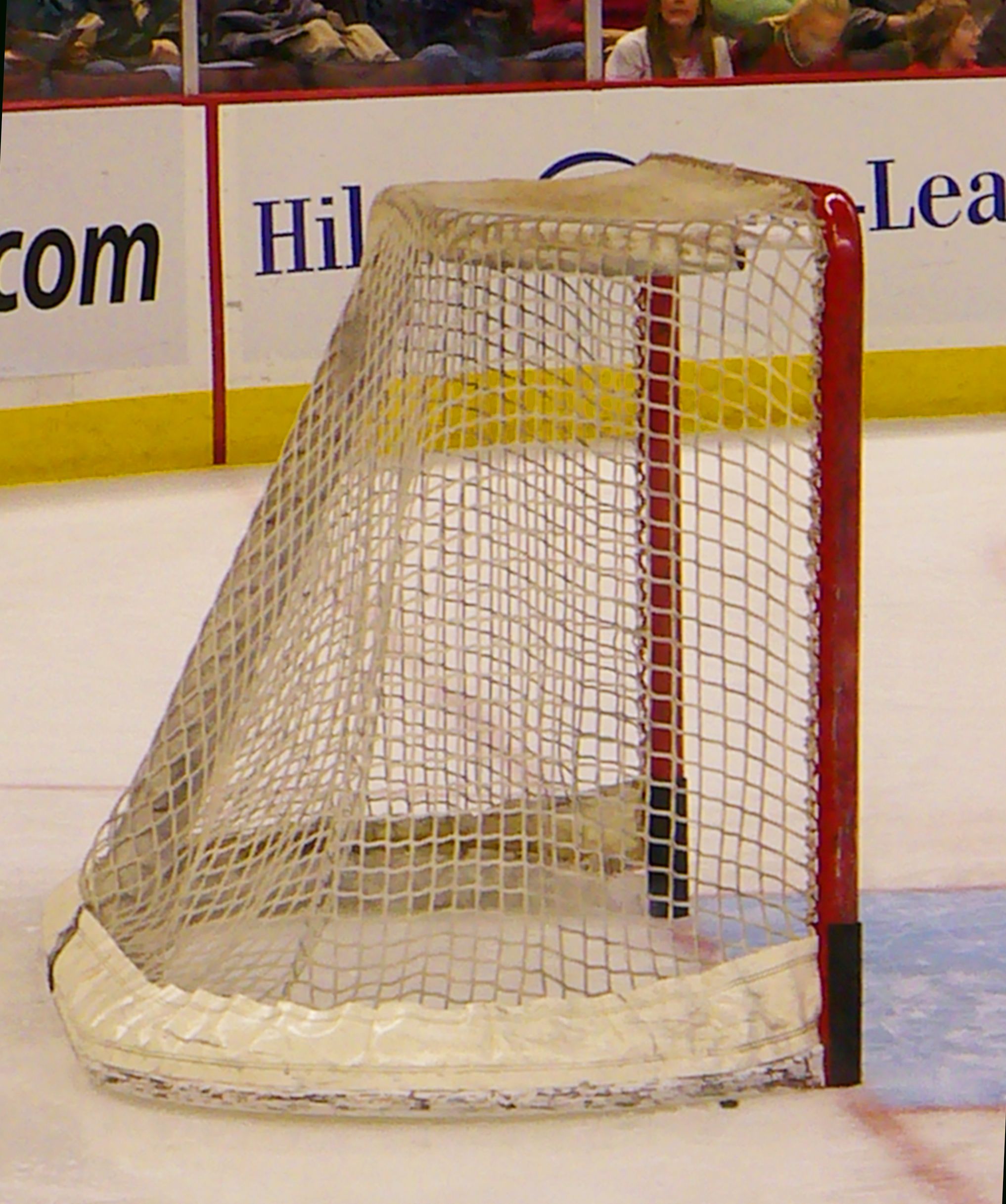
Filet de but de Hockey sur glace